# Gouvernement Paul-Boncour
Troisième République
Herriot III Daladier I
Le gouvernement Joseph Paul-Boncour a duré du 18 décembre 1932 au 28 janvier 1933.

## Composition
| Portefeuille | Titulaire | Titulaire           | Parti |
| --- | --------- | ------------------- | ----- |
| Président du Conseil                                                                                            |           | Joseph Paul-Boncour | PRS   |
| Ministres |           |                     |       |
| Ministre de la Guerre                                                                                           |           | Édouard Daladier    | PRRRS |
| Ministre des Affaires étrangères                                                                                |           | Joseph Paul-Boncour | PRS   |
| Ministre de l'Éducation nationale                                                                               |           | Anatole de Monzie   | PSF   |
| Ministre de l'Intérieur                                                                                         |           | Camille Chautemps   | PRRRS |
| Ministre de la Justice                                                                                          |           | Abel Gardey         | PRRRS |
| Ministre de l'Agriculture                                                                                       |           | Henri Queuille      | PRRRS |
| Ministre des Finances                                                                                           |           | Henry Chéron        | AD    |
| Ministre des Travaux publics                                                                                    |           | Georges Bonnet      | PRRRS |
| Ministre des Colonies                                                                                           |           | Albert Sarraut      | PRRRS |
| Ministre du Travail et de la Prévoyance Sociale                                                                 |           | Albert Dalimier     | PRRRS |
| Ministre du Commerce et de l’Industrie                                                                          |           | Julien Durand       | PRRRS |
| Ministre des Postes, Télégraphes et Téléphones                                                                  |           | Laurent Eynac       | RI    |
| Ministre de la Santé publique                                                                                   |           | Charles Daniélou    | RI    |
| Ministre de la Marine                                                                                           |           | Georges Leygues     | AD    |
| Ministre des Pensions                                                                                           |           | Edmond Miellet      | PRRRS |
| Ministre de l'Air                                                                                               |           | Paul Painlevé       | PRS   |
| Ministre de la Marine marchande                                                                                 |           | Léon Meyer          | PRRRS |
| Sous-secrétaires d’État                                                                                         |           |                     |       |
| Sous-secrétaire d’État à la Présidence du Conseil et aux Affaires étrangères chargé de la Présidence du conseil |           | Eugène Frot         | PRS   |
| Sous-secrétaire d’État à la Présidence du Conseil et aux Affaires étrangères chargé de l'Économie nationale     |           | Raymond Patenôtre   | RI    |
| Sous-secrétaire d’État à la Présidence du Conseil et aux Affaires étrangères chargé des Affaires Étrangères     |           | Pierre Cot          | PRRRS |
| Sous-secrétaire d’État au Travail et à la Prévoyance sociale                                                    |           | François de Tessan  | PRRRS |
| Sous-secrétaire d’État à l'Intérieur                                                                            |           | Alexandre Israël    | PRRRS |
| Sous-secrétaire d’État à l'Air                                                                                  |           | Paul Bernier        | PRRRS |
| Sous-secrétaire d’État à l'Éducation nationale chargé de l'Éducation physique                                   |           | Philippe Marcombes  | PRRRS |
| Sous-secrétaire d’État à l'Éducation nationale chargé de l'Enseignement technique                               |           | Hippolyte Ducos     | PRRRS |
| Sous-secrétaire d’État à l'Éducation nationale chargé des Beaux-Arts                                            |           | Jean Mistler        | PRRRS |
| Sous-secrétaire d’État aux Colonies                                                                             |           | Gratien Candace     | RI    |
| Sous-secrétaire d’État à la Guerre                                                                              |           | Guy La Chambre      | SE    |
| Sous-secrétaire d’État à l’Agriculture                                                                          |           | Jean-Alexis Jaubert | PRRRS |